# Tirosinemia tipo 3
La tirosinemia tipo 3  es una rara enfermedad causada por el déficit de la enzima 4-hidroxifenilpiruvato dioxigenasa, codificada por el gen HPD. Esta enzima es abundante en el hígado, además de encontrarse en pequeñas cantidades a nivel renal. Es una de las enzimas encargadas del metabolismo de la tirosina. Específicamente, la 4-hidroxifenilpiruvato dioxigenasa convierte al subproducto de la tirosina llamado 4-hidroxifenilpiruvato a ácido homogentísico. Dentro de las características típicas de la tirosinemia tipo 3, se incluye el retardo mental, convulsiones y pérdida periódica del equilibrio y la coordinación (ataxia intermitente). La tirosinemia tipo 3 es muy rara, existiendo sólo unos cuantos casos reportados a nivel mundial (alrededor de 20), siendo además, la tirosinemia de menor prevalencia.